# Phyllotreta ganglbaueri
Phyllotreta ganglbaueri es una especie de insecto coleóptero de la familia Chrysomelidae. Fue descrita en 1909 por Heikertinger.
Se encuentra en el sudeste de Europa hasta Turquía.